# Flat～友情平均值～
《flat～友情平均值～》（日語：flat）是日本漫畫家青桐ナツ創作的日本漫畫作品。於《月刊Comic Avarus》2007年12月号至2014年1月号期間進行連載。單行本全8卷。本作同時也是作者第一部商業作品。2013年6月漫畫累計銷售量為200萬部。
首先以短篇《flat》及《flat；andante》刊登於《月刊Comic Avarus》，之後決定在2008年3月出版的4月號開始正式連載。
本作跟育江綾的《純淨柔軟的心》於《這本漫畫真厲害！》2010年版並列第9位。於「全國書店店員推薦漫畫」中獲得2010年第1名、2011年第10名。

## 劇情簡介
故事內容圍繞主角平介和他闊別數年的表弟小秋重遇後所發生的點點滴滴。

## 登場人物
小川平介（おがわ　へいすけ）
喜歡吃和做甜點的主角。高中二年級。
曾經因出席率不足而面臨留級危機。
小秋
主角的表弟。做事很有規矩。
認為平介是好人，所以很親近他。
鈴木
平介的朋友。當平介面臨留級危機時曾經幫助他。
佐藤
平介的朋友。五個兄弟姊妹中排行第三。
虎太郎（こたろう）
佐藤的弟弟。據佐藤所說年齡比小秋要大。
長谷
平介的學妹。平介曾經把她所送的情書當作挑戰書。
谷村友子（たにむら　ともこ）
長谷的朋友。常與長谷一起出現。
海藤
平介的學弟。對什麼都不關心的平介感到厭惡。

## 出版書籍
| 卷數 | Mag Garden    | Mag Garden             | 東立出版社     | 東立出版社             |
| 卷數 | 發售日期      | ISBN                   | 發售日期       | ISBN                   |
| ---- | ------------- | ---------------------- | -------------- | ---------------------- |
| 1    | 2008年9月10日 | ISBN 978-4-86-127533-3 | 2009年3月4日   | ISBN 978-986-10-3059-3 |
| 2    | 2009年5月9日  | ISBN 978-4-86-127628-6 | 2010年2月9日   | ISBN 978-986-10-3060-9 |
| 3    | 2010年1月9日  | ISBN 978-4-86-127690-3 | 2011年2月10日  | ISBN 978-986-10-5191-8 |
| 4    | 2010年9月15日 | ISBN 978-4-86-127775-7 | 2011年4月29日  | ISBN 978-986-10-6509-0 |
| 5    | 2011年8月12日 | ISBN 978-4-86-127882-2 | 2012年5月18日  | ISBN 978-986-10-8589-0 |
| 6    | 2012年7月14日 | ISBN 978-4-80-000027-9 | 2013年6月25日  | ISBN 978-986-317-726-5 |
| 7    | 2013年5月11日 | ISBN 978-4-80-000162-7 | 2014年10月15日 | ISBN 978-986-332-895-7 |
| 8    | 2014年2月15日 | ISBN 978-4-80-000265-5 | 2015年3月3日   | ISBN 978-986-348-774-6 |

## 外部連結
- 月刊Comic Blade Avarus官方網站（页面存档备份，存于）（日語）